# ラオス王国

ラオス王国
ພະຣາຊະອານາຈັກລາວ（ラーオ語）
Royaume du Laos（フランス語）

国歌: ເພງຊາດລາວ（ラーオ語）
ラオス国歌

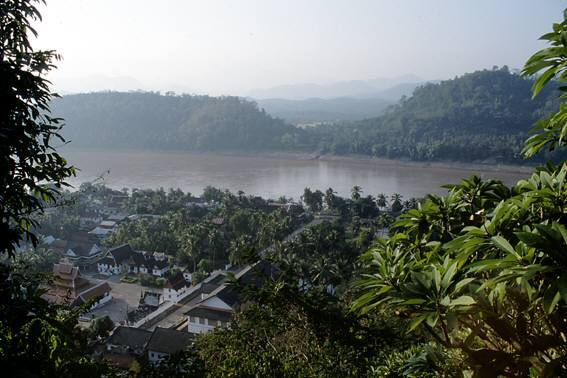
旧王都・ルアンパバーンの町並。

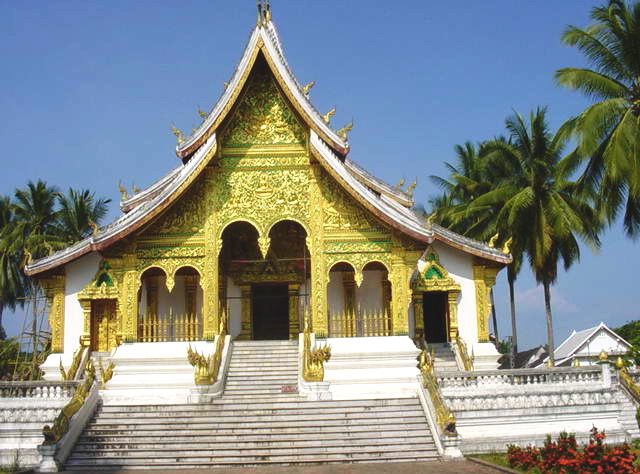
1904年にルアンパバーン国王（当時）のシーサワーンウォンとその家族のために建てられた宮殿。

ラオス王国（ラオスおうこく、ラオ語: ພະຣາຊະອານາຈັກລາວ, ラテン文字転写: Phra Ratxa A-na-chak Lao）は、20世紀のラオスに存在した歴史上の王朝。旧ルアンパバーン王国とチャンパーサック王国の統合によって、近代国家としてのラオスの領域を確定させた。首都はヴィエンチャンに置かれていたが、旧ルアンパバーン王国の王族が国王を務めていたため、王宮の所在地はルアンパバーンであった。なお、今日のルアンパバーンは町全体が世界遺産に登録されており、かつての王宮も保存されている。

## 独立までの経緯
仏領インドシナ連邦下のラオスは、北部のルアンパバーン王国と南部のチャンパーサック王国とに分裂していた。しかし1945年3月9日に日本軍が仏印処理を断行してフランス軍を一掃し、フランス植民地政府を打倒すると状況は変わった。4月初めにルアンパバーンに到着した日本軍を見たルアンパバーン王国のシーサワーンウォン王は、長年にわたるフランス支配が遂に終焉したことを知り、ラオス王国の国王として4月8日に独立を宣言した。これをラオス国民も歓喜をもって迎えた。しかし、南部には尚チャンパーサック王国が存続していたことから、王国の支配はラオス全域には及んでいなかった。だが、従前の仏領インドシナ連邦の支配体制が崩れたことで自立への新しい道が開け、ルアンパバーン王国時代から首相職にあったペッサラート親王（ルアンパバーン王国のブンコン副王の王子）は行政のラーオ族化を進めていった。しかし、同年8月15日に日本が連合国に降伏すると、王国の指導者や王族の間で意見の対立が生じ、結果的にそれがラオス人民民主共和国の成立に至るまでの騒乱の源となった。
日本の敗戦によって後ろ盾を失ったシーサワーンウォン王は、ラオスの独立宣言を撤回した。それに対し、独立を求める民族主義者達はレジスタンス運動組織のラーオ・イサラ（Lao Issara、自由ラオス）を結成し、同年10月に臨時政府を樹立した。しかし、1946年4月にフランス軍がラオスを再制圧し、ラーオ・イサラの指導者達はタイ王国に亡命した。フランスは同年8月、親仏派のシーサワーンウォン王に対し、フランス連合における統一ラオス王国の王として内政の自治権を与えた。それを受け、シーサワーンウォン王は1947年5月に憲法を制定し、ラオスを立憲君主国とした。1949年7月19日、第一次インドシナ戦争を戦っていたフランスは、同年6月に成立したベトナム国の正統性を強調し、かつインドシナ全域に影響力を残すために、ラオスをフランス連合内の協同国として独立させた。この独立は名目に過ぎず、外交権・軍事権はフランスに握られたままであった。
その後、王国政府の懐柔により、タイに亡命していたラーオ・イサラ指導者は亡命政府を解散し多くが国内に戻った。しかし、王国政府の懐柔に妥協しないラーオ・イサラ左派は、ベトミン及びインドシナ共産党に触発され、スパーヌウォン親王やカイソーン・ポムウィハーン（インドシナ共産党員）を主導者に、1950年8月にネオ・ラーオ・イサラを組織した。

## 内戦と消滅
ネオ・ラーオ・イサラは、ラオス北東部のサムヌア省を臨時抗戦政府の拠点とし、ベトミンとの連携下でラオス北部をほぼ支配した。また、ボロベン高原を中心とするアッタプー、サーラワンなど南部でも、現地少数民族の族長であるシートン・コマダンらのパテート・ラーオ指導者らが長く抗戦した。1954年、ジュネーヴ協定のラオス条項により、外国軍はラオスから撤退した。パテート・ラーオは、自由選挙の確約を得るかわりに、中南部10省から撤収し北部2省に集結させられ、国際休戦監視委員会が停戦監視のために設置された。これにより、長年に亘るフランスのラオス侵略に終止符が打たれた。しかし、インドシナ半島におけるフランスの影響力が低下すると、代わって1955年から王国政府に軍事援助を始めるアメリカの影響力が増大した。
1956年8月、中立派スワンナ・プーマ親王が首相に就任、右派と内閣を組閣した。1957年11月、プーマ首相と異母兄弟でパテート・ラーオ（1956年にネオ・ラーオ・イサラを改称）議長のスパーヌウォン親王は、第1次連合政府を組織することに同意した。1957年12月には北部2省の行政権が王国に返還され、パテート・ラーオの軍隊は王国軍に編入された。1958年5月にはパテート・ラーオが初めて参加して補欠選挙が行われた。議席が争われた21議席のうち9議席と4議席をパテート・ラーオとその同盟党の平和中立党が獲得し、左派の優勢が明らかになった。また、スパーヌウォンは候補者中トップの得票を得た。これはパテート・ラーオが参加した唯一の選挙となった。
これに危機感を持った右派勢力は内閣を総辞職、1958年8月、プイ・サナニコーンが親米的な右派単独政権を組織、パテート・ラーオ指導者を逮捕、投獄した。やがて王国軍に編入されたパテート・ラーオ兵士らが武器を持って集団脱走するという事態にいたり、王国軍との闘争を開始した。当時の閣僚チャンパサク大臣によると1960年初、反乱軍が最もはびこっていた地域は、ラオス南部のパークセー、ボロベン高原、アッタプー、ヒャファイ高原周辺だった。
1960年8月に第2パラシュート大隊のコン・レー大尉が、右派政権に対するクーデターを起こして首都ヴィエンチャンを制圧した。その後第二次プーマ内閣が成立した。しかし、プーマ首相は連合政府の中にパテート・ラーオを取り込もうとしたため、結果的にアメリカが支持する右派軍の反乱を招き、1960年12月にはカンボジアに亡命した。
その後、反共主義のブン・ウム親王が首相に就任したが、1961年半ばには、コン・レー派と手を結んだパテート・ラーオが、国土の大半を支配した。同年5月、ラオス内戦の拡大を懸念したアメリカ、ソ連、イギリスの呼びかけで、左派、中立派、右派の3派は停戦し、ラオスに関する14カ国会議がジュネーヴで開かれた。そして、1962年6月のジャール平原協定によってプーマ首相のもと第2次連合政府が成立、同年7月にはラオスの中立と外国軍の撤退を定めたジュネーブ協定が国際的に認められた。
しかし、その後も対立は続いた。要人の暗殺を機に中立派の政治勢力は弱体化し、1964年5月には、プーマ首相のもと右派内閣が組閣された。パテート・ラーオはこれをジュネーブ協定違反としてプーマ内閣を認めず、1965年には政府軍との間で再び公然と戦闘が始まった。
1960年代半ば、ベトナム戦争が激化し、ソ連がパテート・ラーオを、アメリカが右派勢力を支援したことから、ラオスの内戦は東西冷戦を反映した代理戦争の様相を示すようになった。
北ベトナム軍は、南ベトナムで戦う兵員物資の補充路として、ラオス東南部に存在するジャングルの小道（ホーチミン・ルート）を利用した。1968年北爆が停止されるとアメリカ軍はラオス国内へ爆撃目標を転換、パテート・ラーオ支配地域は人口密集地域においても激しい空爆が行われるようになった。ひと月1.7万～2.7万回の出撃、1日800回もの空爆が行われた。1969年には北ベトナムおよびナチ占領下の欧州戦線で投下された爆弾量を上回る猛爆となった。この空爆により70万人以上の国内難民が発生し、35万人が犠牲となった。その後、爆撃で使用されたクラスター爆弾の多くが不発弾化して田畑と村落部に散在し、生命への損害、土地利用の妨げ、撤去費用の負担などが深刻な問題となっている。
1971年2月、南ベトナム軍がホーチミンルート切断のためラオス南部に侵攻したが、北ベトナム軍とパテート・ラーオにより撃退され、敗退した。同年末、パテート・ラーオと中立派軍が軍事的優勢となった。1972年10月からヴィエンチャンで和平会談が開かれ、1973年に平和回復と民族和合に関する協定（ラオスにおける平和の回復及び民族和解に関する協定）が調印された。王国政府とパテート・ラーオは解体され、合同での暫定国民連合政府が1974年4月に設立（第3次連合政府）、プーマが首相となった。
1975年4月、カンボジアとベトナムで革命勢力が勝利した。5月1日には首都ビエンチャンで住民2万人規模の大規模な反右派デモが起こり、鉾先を向けられた右派閣僚5名が辞職、高級官僚・軍人・警察官の相当数が辞職または国外逃亡した。5月21日には現地職員と学生デモ隊が米国国際開発局ビルを占拠、暫定政府が閉鎖を示唆すると、アメリカ政府は5月27日ラオスからの撤収に同意した。
こうして暫定国民連合政府により12月1日の全国人民代表会議で、王制廃止と連合政府の解体、共和制移行が宣言された。スパーヌウォン最高人民議会議長兼国家主席を元首とするラオス人民民主共和国の成立が宣言した。後に国王と皇太子は捕らえられ、「再教育」という名の下政治犯収容所に投獄され、そこで没した。旧政府関係者や8万人を超す在ビエンチャンの華僑・タイ人をはじめ1975年以降20万人余が国外に流出した。

## 国王一覧
1. シーサワーンウォン
2. サワーンワッタナー

以下はラオス王国亡命政府を組織しラオス国王の王位を主張している人物である。
1. スリウォンサワーン（ウォンサワーン皇太子の長男）

## 年表
- 1945年
  - 3月9日：日本軍の仏印処理。
  - 4月8日：ルアンパバーン国王・シーサワーンウォンがラオス王国のフランスからの独立を宣言。
  - 8月：日本が第二次世界大戦で敗北したのに伴い、シーサワーンウォン王がラオスの独立宣言を撤回。
  - 10月：ペッサラート・ラッタナウォンサらのラーオ・イサラ（Lao Issara、自由ラオス）が臨時政府を樹立。
- 1946年
  - 4月：フランス軍がラオスを再制圧。ラーオ・イサラ指導者がタイ王国へ亡命。
  - 8月：フランス、シーサワーンウォン王に、フランス連合の統一ラオス王国国王として、内政の自治権を付与。
- 1947年5月：憲法を制定し、ラオスを立憲君主国と規定。
- 1949年7月19日：フランス連合内の協同国として独立。
- 1950年8月：スパーヌウォンらラーオ・イサラの左派（共産主義）勢力がネオ・ラーオ・イサラを組織。ラオス北東部に臨時抗戦政府を樹立。
- 1953年
  - 4月：侵入したベトミン軍を撃退。
  - 10月22日：フランス・ラオス条約により完全独立。
- 1954年7月21日：ジュネーヴ協定によりフランス軍が撤退。これ以降、王族に対するアメリカの影響力が強まる。
- 1956年：ネオ・ラーオ・イサラがパテート・ラーオに改称。
- 1957年11月：王国政府とパテート・ラーオが第1次連合政権樹立を宣言。
- 1958年5月：北部2省で補欠選挙。新設議席の中でパテート・ラーオが第一党となる。
  - 8月:プイ・サナニコーンの親米的な右派単独政権が成立し、パテート・ラオを弾圧。
- 1959年
  - ?月：政府軍とパテート・ラオ軍の間で内戦に突入。
  - 8月：5州に非常事態宣言。
  - 9月：北ベトナム軍がパテート・ラーオ支援のために侵攻。
- 1960年8月:コン・レー大尉によるクーデターが起こり、中立派のプーマ政権樹立。右派、中立派、左派（パテート・ラーオ）の3者間で内戦となる。
- 1961年5月：米英ソの呼びかけで、停戦が実現。
- 1962年
  - 6月：ジャール平原協定により、第2次連合政府が成立。
  - 7月：ラオスの中立と外国軍の撤退を定めたジュネーブ協定成立。
- 1964年
  - 3月：中立派が左右に分裂し、コン・レー将軍の中立右派とドゥアン大佐の中立左派の間で衝突。
  - 4月：キニム・ポンセーナー外相が暗殺。
  - 5月：スワンナ・プーマ親王、中立右派軍と右派軍を統合。パテート・ラーオがこれをジュネーブ協定違反と主張。
- 1965年
  - ?月：政府軍とパテート・ラーオの間で公然と戦闘が始まる。
  - 2月：ベトナム戦争において、米軍が北爆を開始。米軍、パテート・ラーオが北ベトナムの支援（ホーチミン・ルート）に関わるとし、「王族派の保護」を理由にラオスも空爆。
- 1970年
  - ?月：米軍のラオス空爆が激化。
  - 2月：ジャール平原攻防戦。
- 1971年2月：ホーチミン・ルート遮断を目的として、南ベトナム軍が侵攻。
- 1972年10月：ヴィエンチャンで和平会談が始まる。
- 1973年2月：「ラオスにおける平和の回復及び民族和解に関する協定」成立。
- 1974年4月：三派による暫定国民連合政府（第3次連合政府）が成立。
- 1975年
  - 4月30日：サイゴン陥落によりベトナム戦争が終結。乗じて協定を破ってパテート・ラーオと中立左派軍が攻勢を仕掛ける。
  - 5月1日：首都で2万人規模の反右派デモ、右派閣僚ら5名辞任。
  - 5月21日：デモ隊、アメリカ合衆国国際開発庁（USAID）ビルを占拠。
  - 5月27日：米政府、USAID撤収に合意。
  - 6月：パテート・ラーオと中立左派軍がラオス全土を制圧。
  - 12月：全国人民代表者会議が王政を廃止し、共産主義国家のラオス人民民主共和国が成立。